# Großsteingrab Neuhof
Das Großsteingrab Neuhof war eine megalithische Grabanlage der jungsteinzeitlichen Trichterbecherkultur bei Neuhof, einem Ortsteil von Putbus im Landkreis Vorpommern-Rügen (Mecklenburg-Vorpommern). Es wurde vermutlich im 19. Jahrhundert zerstört.

## Forschungsgeschichte
Die Existenz des Grabes wurde in den 1820er Jahren durch Friedrich von Hagenow erfasst und seine Lage auf der 1829 erschienenen Special Charte der Insel Rügen vermerkt. Von Hagenows handschriftliche Notizen, die den Gesamtbestand der Großsteingräber auf Rügen und in Neuvorpommern erfassen sollten, wurden 1904 von Rudolf Baier veröffentlicht. Die Anlage bei Neuhof wurde dabei nur listenartig aufgenommen.

## Lage
Das Grab befand sich nach von Hagenows Karte südsüdöstlich von Neuhof und südlich von Krakvitz auf einem Feld. Direkt südwestlich lag ein Grabhügel.

## Beschreibung
Laut Kartensignatur könnte die Anlage nord-südlich orientiert gewesen sein. Nach von Hagenows Liste handelte es sich um einen Großdolmen ohne steinerne Umfassung. Zu den Maßen liegen keine Angaben vor.